# Colias adelaidae
Colias adelaidae är en fjärilsart som beskrevs av Joseph Verhulst 1991. Colias adelaidae ingår i släktet Colias och familjen vitfjärilar. Inga underarter finns listade i Catalogue of Life.